# Eremomastax
- Commons
- Wikispecies

Eremomastax Lindau, segundo o Sistema APG II, é um gênero botânico da família Acanthaceae.

## Sinonímia
- Paulowilhelmia Hochst.

## Espécies
Apresenta três espécies:
- Eremomastax crossandriflora
- Eremomastax polysperma
- Eremomastax speciosa
- «Lista das espécies»

## Nome e referências
Eremomastax Lindau, 1894

## Classificação do gênero
| Sistema | Classificação                       | Referência            |
| ------- | ----------------------------------- | --------------------- |
| APG II  | Ordem Lamiales, família Acanthaceae | APweb, versão 9, 2008 |